# Fran Klemenčič
Fran Klemenčič, slovenski slikar, * 12. oktober 1880, Ljubljana, † 2. november 1961, Ljubljana.

## Življenjepis
Klemenčič je ljudsko šolo obiskoval v Boštanju, se nato učil cerkvenega kiparstva, obiskoval 2 razreda umetno-obrtne šole v Ljubljani ter 2 letnika slikarske akademije na Dunaju  (1903 do 1905) in nato eno leto na akademiji v Münchnu. Po končanem študiju je živel v Ljubljani, Kosezah in Moravčah. Bil je tudi član umetniškega društva »Vesna«. V zgodnjih letih je slikal realistične portrete in kmečke pokrajine. Po letu 1910 je razvil krajinarstvo v slikoviti tehniki širokega čopiča, med obema vojna pa je slikal v impresionističnem načinu z lopatico. Klemenčič je bil znan ljubljanski krajinar. Proti koncu življenja pa je slikal zlasti cvetje.

## Delo
Klemenčič je nastopil leta 1908 s portreti in študijami, pozneje je postal krajinar in genrist ter se oprijel impresionistične tehnike in mnogo slikal z lopatico; razen z oljnimi barvami je slikal v tudi v akvarelu in pastelu. Njegova glavna dela so številne krajine, potem akvareli narodnih noš, kmečkih interierjev. Razstavljal je 1902 v Ljubljani, 1908 v Trstu, potem redno v ljubljanskem Jakopičevem paviljonu, 1921 v Zagrebu, 1924 v Hodonínu (Češka). Njegova dela se nahajajo v Narodni galeriji Slovenije ter v zasebni lasti v Sloveniji, v Zagrebu, na Dunaju, v Münchnu, v Mannheimu in drugod.